# Margarita Mendoza López
Paz Margarita Mendoza-López García (Guadalajara, Jalisco, 29 de enero de 1914-Ciudad de México, 19 de septiembre de 1985) fue una profesora, asesora teatral y artística, académica, historiadora, ensayista, dramaturga, periodista y escritora mexicana.

## Estudios y docencia
Nació en la ciudad de Guadalajara en 1914, siendo sus padres, don Luis Mendoza López Schwertfeger (1890-1966), lírico y Bertha García Romero de Mendoza López, vestuarista.
Dirigió la Escuela de Arte Dramático. Se casó con el crítico artístico, José Rojas Garcidueñas.
Falleció en el Hotel Regis durante el sismo de México del 19 de septiembre de 1985.

## Obras
Publicó, entre varias otras obras:
- En una tierra rodeada de mares [8]
- También crecen espigas (1959)[10][11]
- José Rojas Garcidueñas, el hombre (1964)[12]
- Rosas blancas con tus recuerdos (1966).[13]
- Una voz alada [8]
- De un país inexistente[8]
- Catálogo de Teatro Mexicano (que dejara inconcluso tras su muerte y lo terminarán después, Daniel Salazar y Tomás Espinosa)[14][15]